# 津浦铁路济南车站旧址

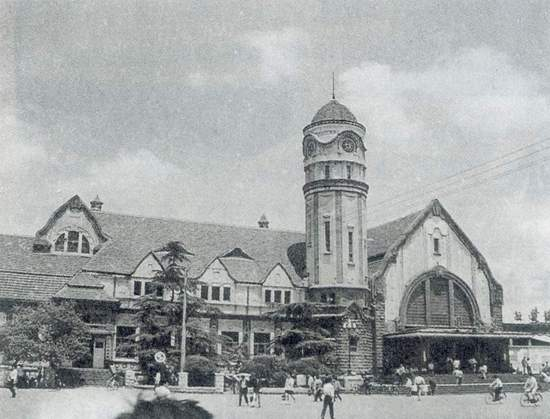
从临街一侧看站房大楼，1912年

津浦铁路济南车站旧址原位于山东省济南市天桥区原商埠东北隅，是济南站的老站房，济南人习惯上称其为“老火车站”。该站房自1908年开始建设，1912年建成投入使用，该建筑设计者为建筑师赫尔曼·菲舍尔，其设计具有典型的德国青年派风格。该火车站曾与周围的济南铁路局、铁路医院形成了一片气势恢宏的德式建筑群，作为昔日济南的重要象征，目睹了商埠乃至整个济南的变迁。在济南市民反对声当中，此站房于1992年7月遭到拆除，随后在原址上建造了新的站房。但该建筑被拆后，新建筑的设计水平又不得人心。之后，济南人民呼吁重建的声音越来越大，但也引发理由不当、如何能原汁原味的质疑。

## 建筑
老站房位于铁路的南面，经一路的北面，入口朝向南方。建筑师按照使用功能组织空间，将建筑分为东西两楼和钟楼。
作为站房的东楼层高大约3-4米，有着尖形山墙和高达13米的圆形拱顶，上面是瓦片组成的双坡屋顶；门楣上方设有拱形大玻璃窗，窗户镶嵌着色彩斑斓的玻璃；屋顶瓦面下檐开出了数个三角形和半圆形上下交错的小天窗，为建筑增加了内部的亮度，也增添了外观的美感。该建筑墙体为砖石结构，楼板、楼盖则使用红松构成，以铆榫的方式接合。墙角参差的方形花岗岩石块、门外宽大的花岗岩台阶、窗前种植的墨绿松柏、棕褐围栏既为车站增添了一份精致，也增添了一份厚重。候车大厅以东有一个低矮的绿色球形屋顶，是原先的售票室。
西楼是一排三层的辅助用房，阁楼山墙舒缓的曲形线条连绵起伏，与候车大厅的穹顶和拱窗互为呼应，从整体上散发出一种稳重而流畅的气息。
钟楼为圆柱形，嵌在东西两楼之间，地下一层，地上八层，总高度达32米。钟楼为绿瓦圆顶，蘑菇石墙体；楼内设狭小的盘旋扶梯，立面设有与之对应的螺旋长窗。据拆除老站房的工人表示，钟楼的结构非常细致而且坚固。顶部东西南北四面设有德式大钟，直径有1.3米；大钟的机器房里有缓缓升降的铁链、两个10公斤的砝码和大大小小的齿轮，他们相互配合，带动着重达4.5公斤的时针和6公斤的分针，在80多年间准确地报时。每过24小时，两个放在托板里的砝码会下降一层楼的高度；每周六的9:30时，两个砝码会降至钟楼的底部，随后钟楼的维护人员会将两个砝码抬到顶楼，接着用摇柄将托板“摇”上来，再把砝码放在托板上；这样，钟楼就完成了“上弦”工作，便能继续准确地报时。在钟楼高大的楼体体现了欧洲中世纪的宗教理念，而钟楼的四面大钟则使钟楼不仅能被听到，还能被看到，在满足视觉观赏性的同时也为旅客提供了方便；因此，这个钟楼在80年间一直都是济南市的象征。
除了这座老站房，周围的胶济铁路济南站（现为博物馆）和济南铁路医院等建筑都是德式风格，他们共同组成了一片德式建筑群。

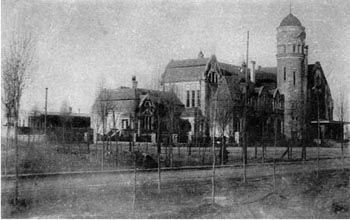
1912年的津浦铁路济南车站

## 历史

### 建成初期

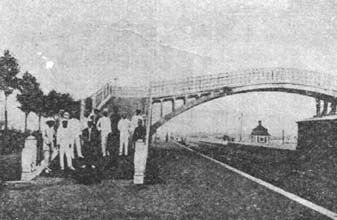
1908年济南火车站跨路桥

济南站位于津浦铁路中段，津浦、胶济两条铁路的交汇处。早在1904年津浦铁路正在施工，胶济铁路即将完工时，德资的山东铁路公司和山东巡抚周馥就约定将胶济铁路的济南站作为两条铁路共用的车站和济南市内的中央车站，但是津浦铁路的管理层却执意不让德方染指津浦铁路的路权，最后选择在原先胶济铁路的车站北面新建在了这座车站。这样在一座城市里，两条铁路分别设立两个车站的局面在中国其他城市中是罕见的。火车站周边很快便成了人流密集的繁华地带，成了外地人进入商埠的门户。

### 连接胶济铁路
1911年4月9日，胶济铁路与津浦铁路的管理层就铁路设施的使用达成了协议，两座济南站之间建造了两条联络线，以及供推车和行人通过的天桥和地下通道。

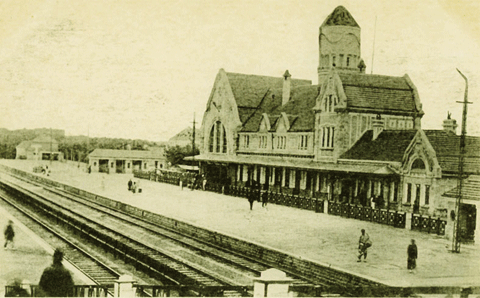
从铁路一侧看站房大楼，1930年

### 合并
七七事变后，济南危在旦夕，市民也纷纷涌向两个济南站，希望能通过铁路逃亡；老舍也在当年的11月15日从本站逃往徐州市。侵华日军于1937年底占领济南后，为了配合分区管理，将两座车站进行改造和扩建，在第二年关闭了胶济铁路济南车站的站场，并将业务接入津浦铁路济南车站。1939年两条铁路接轨，胶济铁路自391公里+070米处改线接入津浦铁路济南车站，津浦铁路济南车站成为两大铁路干线共同使用的大型车站，而胶济铁路济南车站则被改为济南铁路局机关驻地。

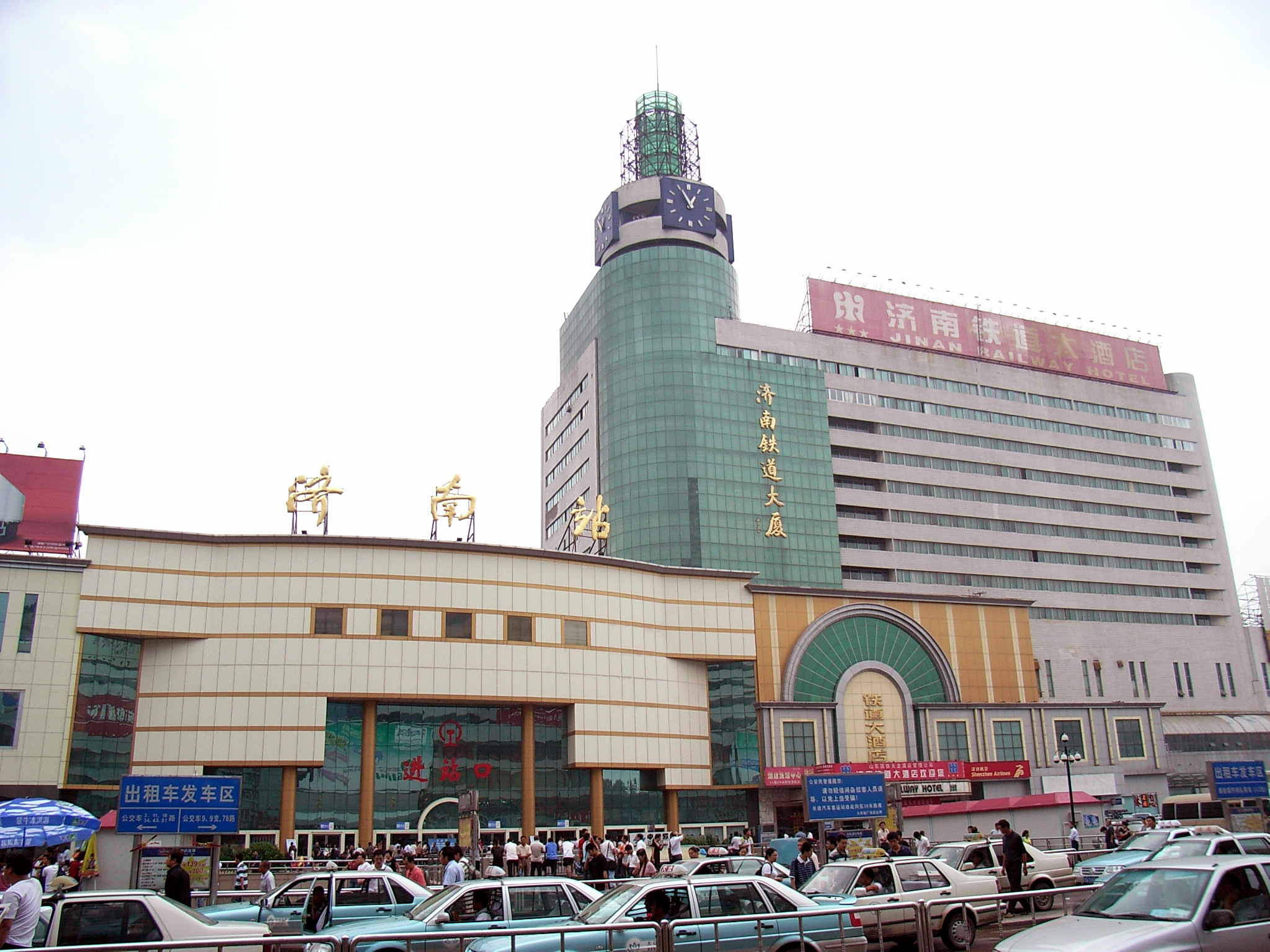
1995年新建的济南火车站

### 改造
1958年曾对火车站进行了部分改造，在西面修建了一座可容纳4000人的两层候车室以增加容量。在“文革”期间，钟楼的管理人员为保护钟楼，将大钟的机器房上了两道锁，还将摆杆刷成了黑色，才避免了被冲击的危险。1972年，为欢迎到访济南的柬埔寨西哈努克亲王，新建了“迎宾门”——从站台直通站前广场的出口。
至1985年，老站房的面积一共有8528平方米。

### 拆除

#### 讨论
由于火车站规模不能适应日益增长的客流量，并且需要结合铁道部铁路建设和济南城建发展，1989年，对保留老站进行改造，还是彻底拆除另起炉灶，决策层与专家学者们展开了激烈争论，曾有很多人建议保留并作为博物馆，但济南市委还是坚持拆除的意见，时任济南市长的谢玉堂以“它是殖民主义的象征，看到它就想起中国人民受欺压的岁月”以及“那钟楼的绿顶子（穹隆顶）像是希特勒军队的钢盔，有什么好看的”作为拆除的理由。
1990年1月，时任济南铁路局局长张同生在陪同前来视察的铁道部长李森茂时，提出了重建站房的计划，并当即得到“可以重建”的答复。随后，济南铁路局就钟楼的去留问题请示了山东省和济南市两级政府，两方都表示不再保留；1991年4月，铁道部也批准了老站房的拆除计划。
在拆除即将开始前，济南市人大和政协曾提出过质疑，但是在看到多个部门的正式文件后也不再反对。

#### 开始拆除
1992年3月，拆除方案最终敲定。7月1日，火车站被动工拆除；当天上午8:05，钟楼的大钟停止运行，8:20，拆除工作正式开始。拆除采用人工的方式，从屋顶开始拆除瓦片和门窗。拆除初期，有很多市民围观，还有一些学生向工程的指挥发难，质疑拆除的必要性；在围栏包围了工地后，路人就难以再看到大楼的情况了。由于站房靠近铁路，无法采用大型机械，故拆除工程只能由人力完成；由于老站房的材料非常坚固，老站房在半年后才被完全拆毁。
老站房被拆除后，拆下来的建筑材料不知所踪，仅有钟楼上那口大钟仍然在济南铁路局的仓库中保存。1995年6月8日，在老站原址上建成的新站投入使用，但被一些济南人称为“不土不洋特色全无”。

## 影响
火车站刚一建成，便受到了国内外建筑家和百姓们的广泛赞誉，成为远东地区最为著名的火车站。许多外地人正是先认识了老火车站，才认识了济南，记住了老火车站，才记住了济南。二战后西德出版的旅行手册《远东旅行》将这座火车站列为“远东第一站”。老舍曾在20世纪30年代初执教于齐鲁大学，并先后在济南居住了四年半，这座火车站在其作品中曾多次提到。以20年代末为时代背景的电影《大浪淘沙》拍摄时，该站亦曾作为其外景地之一。
在津浦铁路济南站落成后，相对简陋的胶济铁路济南站便显得“相形见绌”；受到刺激后，山东铁路公司立即着手改造原来的车站，并在1915年建成了新的站房，而选址就在津浦铁路济南站的正南方。
在建筑界，这座火车站成了当时铁路站点设计的典型，清华大学和同济大学的建筑学教科书都曾将其作为范例。该建筑亦曾作为外国建筑学者的必修课，在英国的一所大学中，一位教授曾足足用了40分钟来介绍这座火车站。山东建筑大学教授张润武认为，从群体的组合、个体的造型乃至精美的细部，老站房都不愧为20世纪初世界上优秀的交通建筑，是当时中国可与欧洲著名火车站相媲美的建筑作品，在中国近代建筑史上占有重要的地位。德国学者托尔斯腾·华纳（Torsten Warner）认为济南站老站房是德国青年派风格在中国的最好实例。
在火车站拆除之前，曾经有众多的市民蜂拥而至，为的是再看一眼这座在他们的生活中占有重要位置的老站，甚至有许多家庭几乎是全家出动，扶老携幼，合影留念。在新站房建成、济南站重新投入使用后，著名演员于洋曾通过铁路到济南出差，在列车到达济南站后，他还不相信到了站，因为“那车站很漂亮，有一个德国人建的钟楼”；得知老站房已经被拆毁后，他呆坐在车上沉默了许久。

### 对拆除的批评
火车站的拆除直到今天仍被一些学者专家引为憾事，屡屡提及，一些学者还曾著书尖锐地指责其是“中国十大野蛮工程”之首、“没有文化的表现”。类似的近代优秀建筑的拆除多发生在20世纪90年代，除火车站外，日本宪兵队济南本部大楼，德国电报大楼等均拆除于同一时期，其原因既包含利益的驱动，也包含思想观念的问题。中国针对文化遗产实施的保护最初限于革命文物和古代建筑，而近代文化遗产所存在的意义也往往被忽略，缺乏清醒的认识和公众的支持。

### 纪念
2008年6月，被拆下来的大钟——上面的指针依然指向8:05——在济南铁路局的一个仓库里被发现，表盘、指针和齿轮依然完整，其他较小的零件都存放在旁边的纸箱里，但是钟的底座已经受损。目前大钟的零件已被胶济铁路博物馆收藏为展品。
2012年9月20日，私人收藏家徐国卫向济南日报记者展示了老站房的蓝图，并表示愿意在复建时提供这张图纸。
2012年12月5日上午，山东建筑大学邀请了老站房设计师的孙女西维亚·菲舍尔参加了“菲舍尔与济南火车站暨山东建筑大学建筑文化传承图片展”，并展示了多幅老站房的照片。
高德民，济南的一位建筑师，在退休后成为了一名画家；他的处女作是《记忆·津埔铁路济南站》，共历时7个月完成；他还完成了《老站》和《老火车站的钟声》等多幅油画，其中《老站》在2016年被他赠与西维亚·菲舍尔女士，后来又在柏林费舍尔纪念馆中永久展出。

## 复建计划
由于济南站老站房给济南市民、建筑界和文物保护界都留下了深刻的印象，近年来有不少人提议重新建造老站房的计划，但是相关计划遭到了一些专家的批评。

### 提议
2010年的济南“两会”期间，时任济南四建集团副总经理的市政协委员崔安远就提出了复建济南老火车站的建议。2012年，天桥区城乡建设委员会主任刘敬涛等11位济南市人大代表提交了《关于加快火车站北广场建设及原钟楼复建的议案》，呼吁尽快开展老站房的重建。
2012年12月，山东建筑大学在兴建“铁路工业及建筑展示基地”的施工图上展示了“德式车站建筑”的部分，而这一部分参照的就是济南站的老站房。
2013年8月1日，济南市旧城开发投资集团宣布，将投资15亿元修建济南火车站北广场，而工程计划中包含了复建21年前被拆除的老站房钟楼、站房和行包房的计划；复建的站房将仅占北广场面积的1.7%。济南市政府称，复建后的老站房将“原汁原味”展现在市民面前。消息一出便引发了激烈的争论，而原定于8月底发布的正式规划图也没有了下文。济南铁路局的工作人员表示，该计划完全由济南市政府负责，济南局没有参与。

### 争议
得知被拆除的老站房将重新建起来，不少人出于对老站房的感情，乐于看见老站房重新出现。济南市考古研究所所长李铭认为，复建老站房能“警示我们的后代”，告诉他们“我们曾持有错误的态度”。张润武教授认为，老站房记录了建造年代的方方面面，复建老站房有利于济南市“历史文化名城”的建设。徐国卫认为，复建老站房的技术已经具备，就是在细节上必须非常慎重。另外一些高龄的市民也表示，老火车站承载了他们太多的回忆和感情，重建老站房能重新唤起他们对往日的记忆。济南时报曾在客户端上推出“复原济南老火车站，您怎么看?”的民意调查，至2017年1月2日共有1637人支持复建，834人反对。
另一方面，不少建筑学和文物保护领域的专家却持否定态度，因为他们担心复建的新建筑无法复原老站房的细节，也无法继续延续老站房的文化和历史。山东建筑大学教授姜波表示，“原汁原味”需要有深入的研究和扎实的技术作为支持，而济南站北广场的工程并未做好相应准备。山东建筑大学教授邓相超表示，老站房被拆除，文化的传承已经被隔断了，再次建起来的只是一个“假古董”。文物保护专家谢辰生也以违反《文物保护法》为由，反对此重建计划。2016年12月21日，《人民日报》也发表了相关评论，表示盲目的复建既不能完全恢复原先的建筑，也无法恢复建筑曾经承载的文化底蕴，不如设立一个纪念碑警示后人更有效。
另外，有些人也对复建计划的选址表示了不满，认为位于济南站北广场的新建筑与铁路南侧的德式建筑群是割裂的，而且远离了原来的济南商埠区，这将大大降低重建的意义。